# نقود معدنية

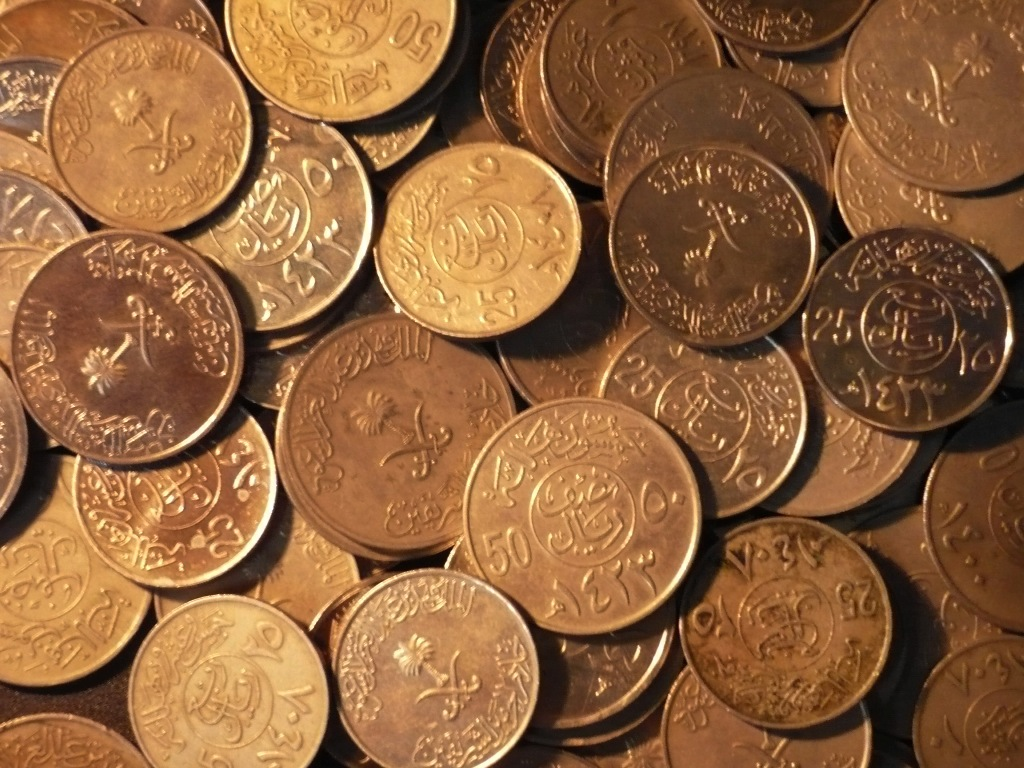
عملات معدنية سعودية حديثة

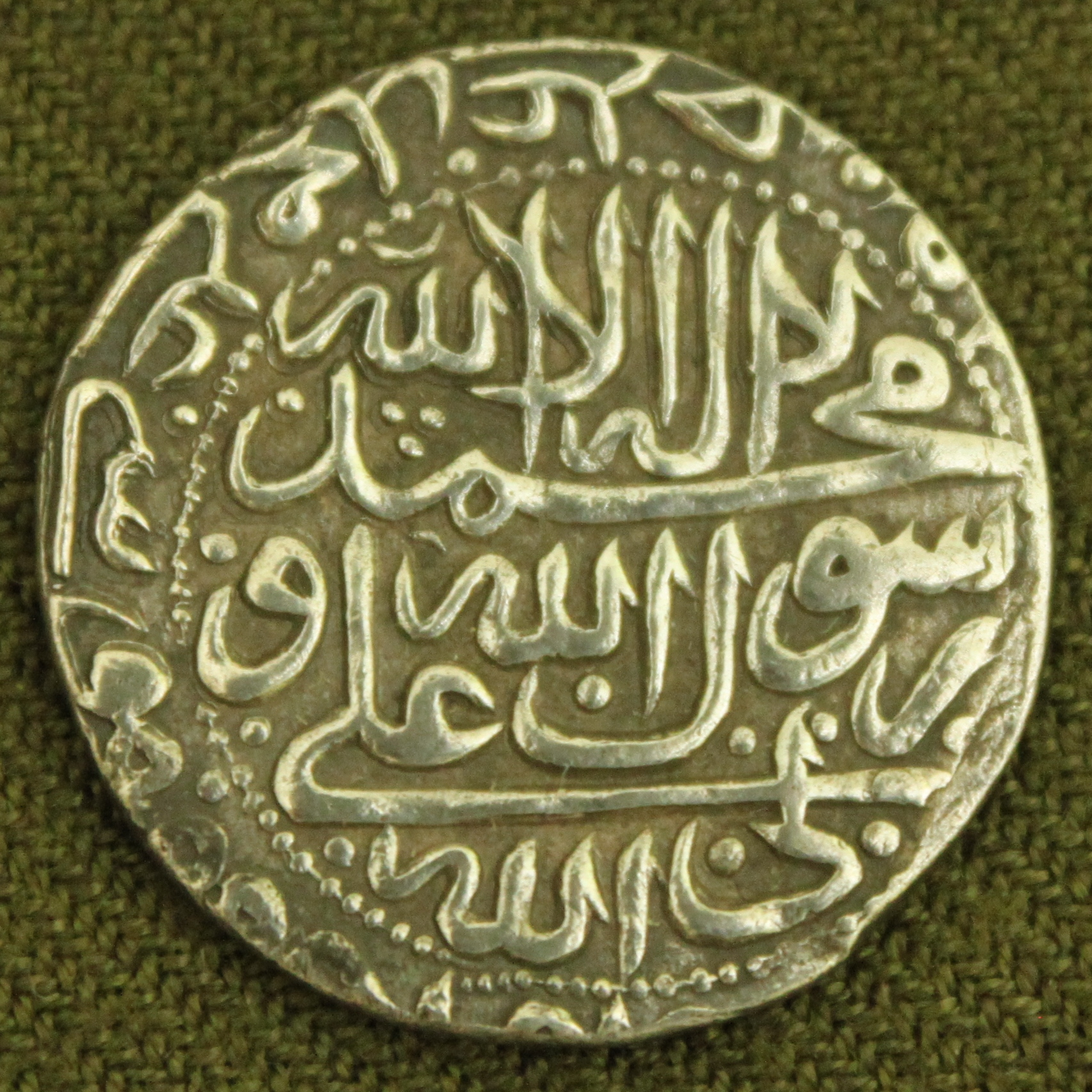
عملة معدنية صفوية ضربت في عهد الشاه عباس الثالث

النقود المعدنية أو العملة المعدنية هي قطعة نقدية من المواد الصلبة التي تكون موحدة في الوزن، وتنتج بكميات كبيرة من أجل تسهيل التجارة، ويمكن استخدامها أساساً كرمز للعملة القانونية للتجارة في منطقة معينة، بلد أو إقليم. يُسمَّى من يصنع النقود ضرباً أو طباعةً سكَّاك.
تاريخياً، استخدم عدداً كبيراً من العملات المعدنية (بما في ذلك السبائك) وغيرها من المواد عملياً وفنياً، والتجربة في إنتاج عملات معدنية للجمع والتداول والاستثمار المعدني. ومنذ فترة طويلة ترتبط القطع النقدية بمفهوم المال.

## التاريخ
يمتد عمر العملات النقدية من العصور القديمة حتى عصرنا الحالي، وترتبط العملات بالتاريخ الاقتصادي، وتاريخ تقنيات صك العملة، ويظهر ذلكبواسطة الصور المطبوعة على العملات وتاريخ جمع العملات. لا تزال العملات تستخدم على نطاق واسع لأغراض نقدية واغراض أخرى.. . أنظر تاريخ النقود المعدنية

## قيمة العملة
تُصنع بعض العملات المعدنية حاليًا من معادن أساسية، وتأتي قيمتها من وضعها كأموال ورقية. وهذا يعني أن قيمة العملة تُحدد بموجب أمر حكومي (قانون)، وبذلك تُحدد من خلال السوق الحرة فقط بقدر ما تستعمل العملات الوطنية في التجارة المحلية ويجري تداولها دوليًا في أسواق الصرف الأجنبي أيضًا. ولذلك فإن هذه العملات هي رموز نقدية، تمامًا كما هي العملة الورقية: فهي عادة لا تكون مدعومة بالمعدن، ولكن بشكل ما من أشكال الضمان الحكومي. اقترح البعض أن هذه العملات لا تعتبر «عملات معدنية حقيقية» . ولذلك هناك فرق اقتصادي ضئيل للغاية بين الأوراق النقدية والعملات المعدنية ذات القيمة الاسمية المكافئة.
قد تكون العملات المعدنية متداولة بقيم فيات أقل من قيمة المعادن المكونة لها، ولكنها لا تصدر أبدًا بهذه القيمة، ولا ينشأ النقص إلا بمرور الوقت بسبب التضخم، حيث تتجاوز قيم السوق للمعدن القيمة الاسمية المعلنة